# خوان غونزاليس (صحفي)
خوان غونزاليس (بالإنجليزية: Juan Pepe)‏ هو صحفي أمريكي، ولد في 15 أكتوبر 1947 في بونس، بورتوريكو في الولايات المتحدة.

## وصلات خارجية
- خوان غونزاليس على موقع IMDb (الإنجليزية)
- خوان غونزاليس على موقع قاعدة بيانات الفيلم (الإنجليزية)